# HMMWV

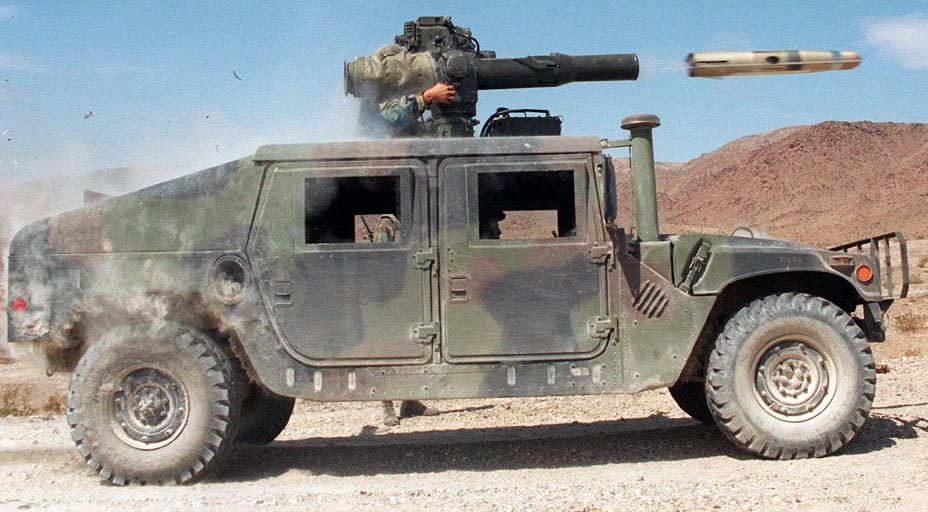
Vozidlo M1045 TOW (HMMWV) v okamžiku odpálení protitankové střely

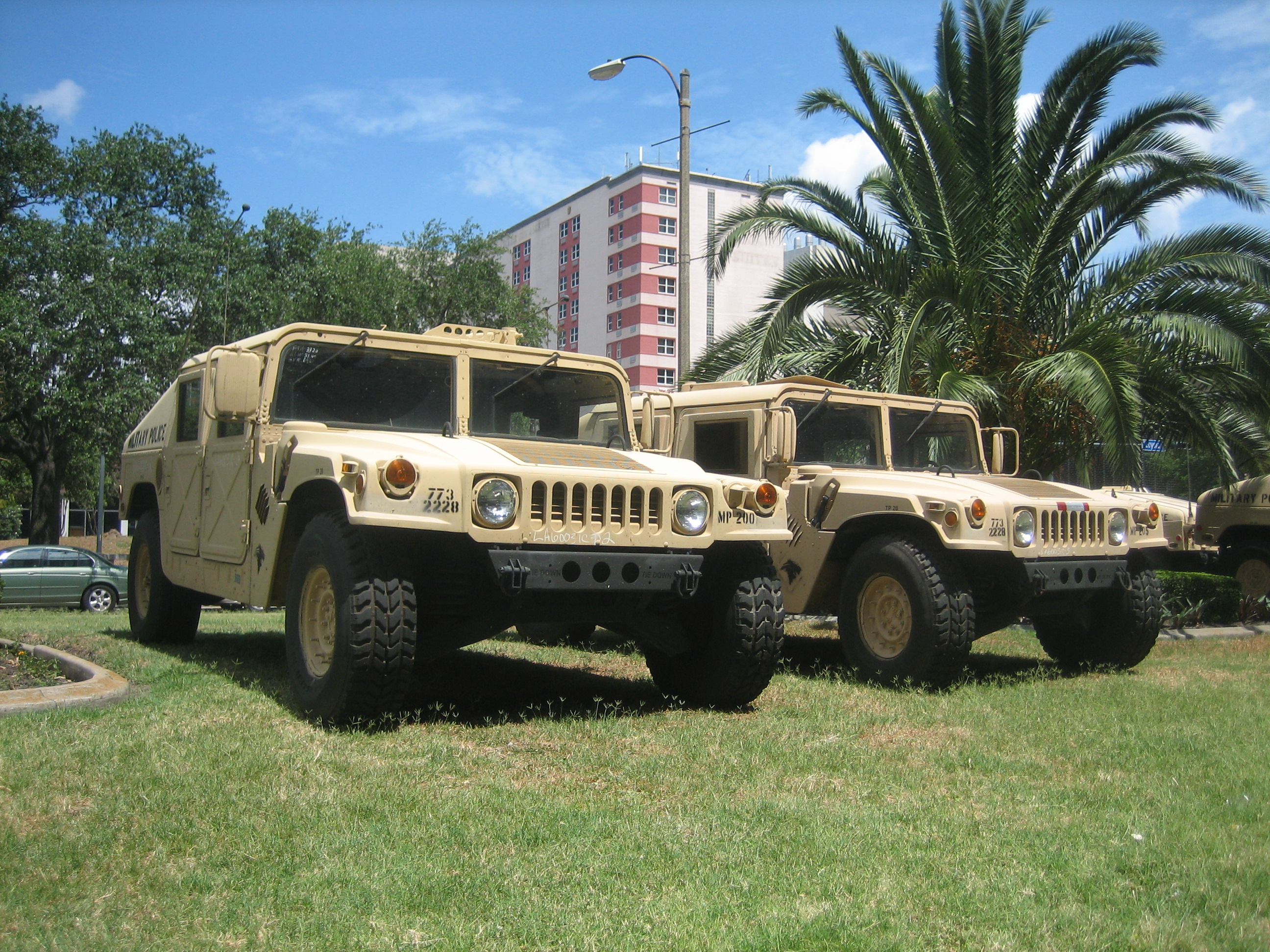
Humvee Národní gardy před radnicí v New Orleans

HMMWV neboli High Mobility Multipurpose Wheeled Vehicle (Vysoce mobilní víceúčelové kolové vozidlo) je americké vojenské terénní vozidlo. Je také známé pod názvem Humvee, který vznikl zkomolením oficiální zkratky americkými vojáky. Humvee je široce používáno všemi pěti složkami amerických ozbrojených sil, americkou Národní gardou a také armádami dalších zemí.
Vozidlo začalo vznikat v roce 1979, kdy americká armáda vydala oficiální požadavky na nový terénní automobil, který měl nahradit již nepostačující Jeepy Willys a různá konverze civilních vozidel. Zakázku nakonec získala firma AM General a Humvee začala sloužit v americké armádě v roce 1985. Jeho vývoj stále pokračuje.
Díky operaci Pouštní bouře v Perském zálivu vešel do povědomí amerického obyvatelstva. O toto vozidlo projevil zájem i Arnold Schwarzenegger (vlastník 5 aut Hummer) a přemluvil firmu AM General k výrobě civilní verze, která je známa pod názvem Hummer H1.
Ze začátku vozy HMMWV používaly motor o objemu 6,2 l a třístupňovou převodovku, od roku 1995 používají 6,5 l motor a 4stupňovou převodovku.
Nástupce vozidel HMMWV vzešel z programu Joint Light Tactical Vehicle (JLTV).

## Verze HMMWV
- M998 – nákladní (dvoumístná verze)
- M1038 – nákladní (dvoumístná verze) s navijákem
- M1043
- M1044 – s navijákem
- M1045 – TOW (protitanková výzbroj)
- M1046 – TOW (protitanková výzbroj), s navijákem
- M997 – velká ambulance
- M1035 – malá ambulance
- M1037
- M1042
- M1097 – pancéřovaná verze
  - M1097 Avenger – M1097 se stanicí protivzdušného systému AN/TWQ-1 Avenger

## Uživatelé
HMMWV používá mnoho ozbrojených složek po celém světě: Afghánistán, Albánie (300), Argentina, Chile (200+), Irák, Izrael (1000+), Litva, Severní Makedonie, Maroko, Mexiko (1000+), Polsko (217 + 233 v budoucnosti), Rumunsko, Saúdská Arábie, Spojené státy americké (30000+), Slovinsko (30), Srbsko (50), Thajsko, Turecko, Ukrajina (5000+), Česko (5 a 16 půjčeno od Američanů).